# Test Drive: Ferrari Racing Legends
Test Drive: Ferrari Racing Legends é um jogo de corrida desenvolvido pela primeira vez pelo Slightly Mad Studios e é dirigido por Atari. É a parcela décimo primeiro da série e foi lançado em nos Estados Unidos em 3 de Julho de 2012.
Uma de suas principais características é que a sua jogabilidade é praticamente árcade, assim como Test Drive 6. O principal modo de jogo é simulação de condução, embora o promotor diz que é um equilíbrio entre a simulação e corridas árcade.

## Circuitos
No total são 36 circuitos incluídos no jogo com suas variações:
- Circuito de Barcelona-Catalunha
- Circuito de Spa-Francorchamps
- Côte d'Azur
- Donington Park
- Pergusa
- Fiorano
- Hockenheimring
- Imola
- Monza
- Oschersleben
- Mugello
- Nurburgring
- Road America
- Rouen-Les-Essarts
- Circuito de Silverstone